# 郭兆榮
郭兆榮（？—？），陝西人，清朝官員。1847年，郭兆榮接替徐廷掄，於台灣擔任台灣府海防兼南路理番同知。品等為正五品的該官職隸屬於台灣府，主管全台灣船政治安業務及台灣南路之台灣原住民事務，相當於副知府。